# Bronceado

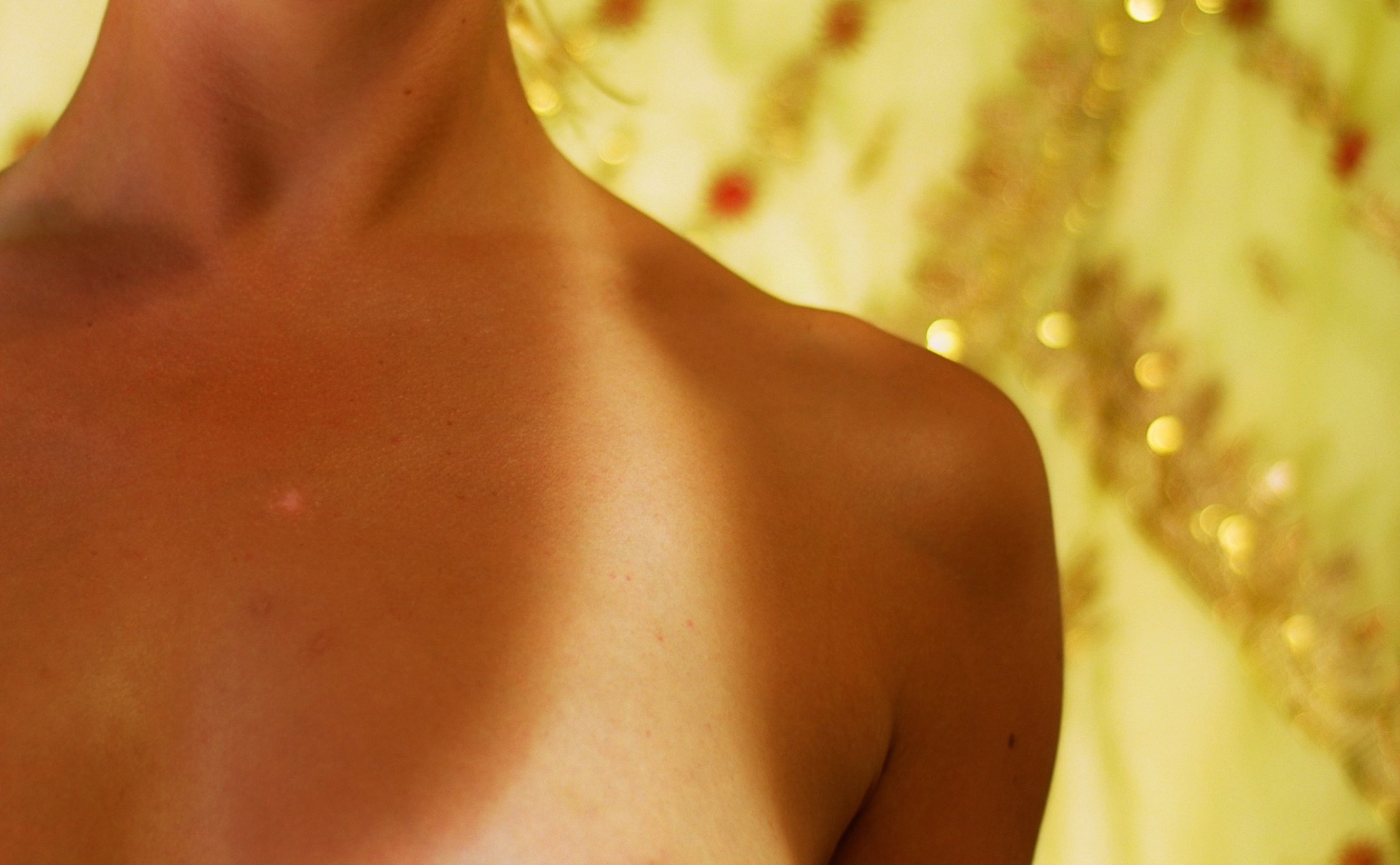
Líneas de bronceado visibles en el cuerpo de una mujer.

En el ser humano, el bronceado es el oscurecimiento natural de la piel como autoprotección ante el daño por exposición a la radiación ultravioleta de la luz solar o de fuentes artificiales (como pueda ser un solárium). Este fenómeno es más visible en individuos de raza blanca. En la actualidad, en muchos países occidentales una piel bronceada es deseable estéticamente, mientras las culturas orientales aprecian una tez más pálida. La toma de sol en exceso provoca daños en el organismo, desde irritaciones cutáneas y quemaduras solares hasta fotoenvejecimiento, apariciones mutagénicas e, incluso, el desarrollo de cáncer. 

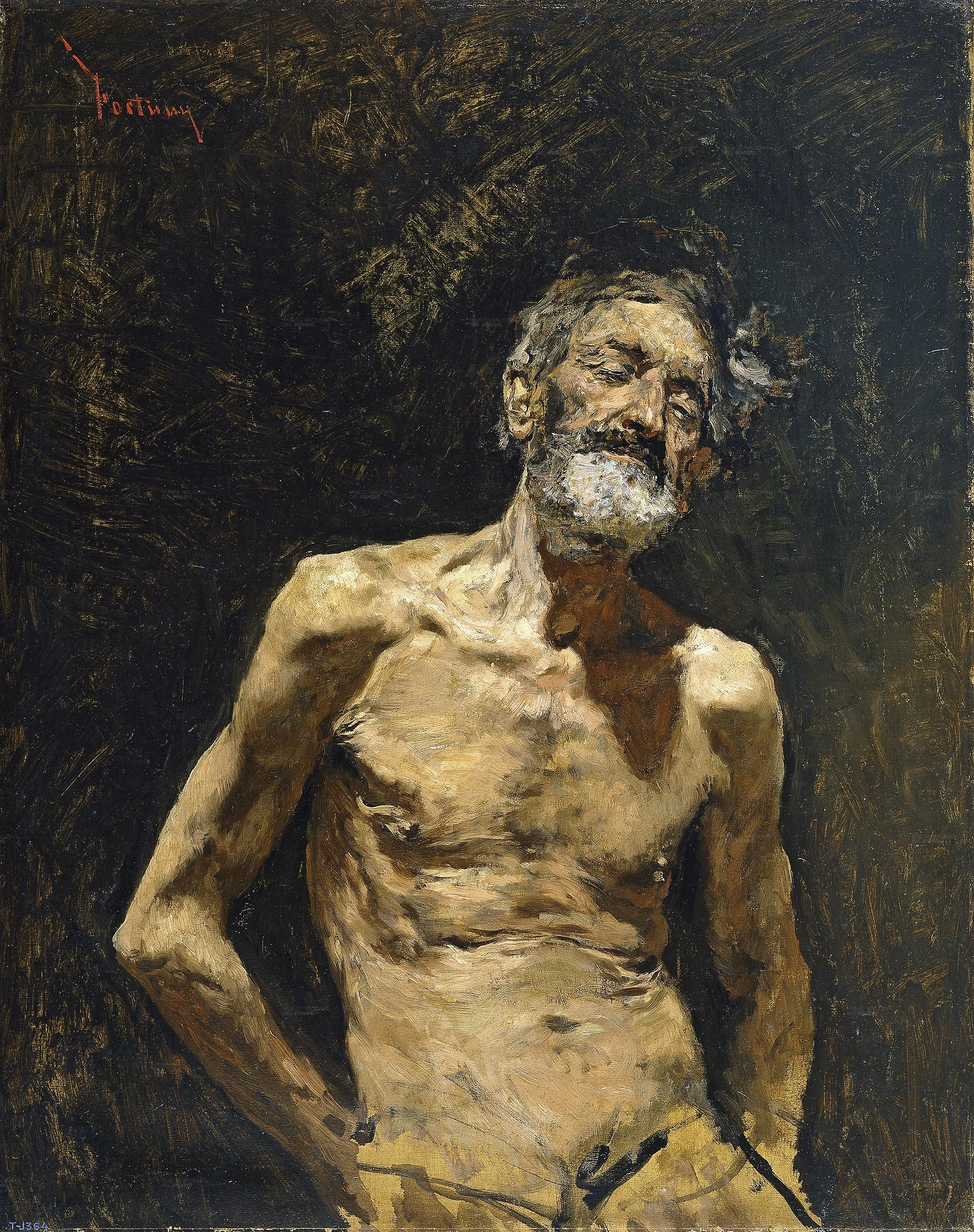
Viejo desnudo al sol, de Mariano Fortuny, 1863 (Museo del Prado), Madrid.

En la antigüedad, la gente se emblanquecía la piel con productos que hoy se sabe que son tóxicos. Por ejemplo, ya en el año 400 antes de nuestra era, los griegos se blanqueaban la piel del rostro con polvos hechos de carbonato de plomo.[cita requerida] Popea Sabina, esposa del emperador romano Nerón, seguía esta costumbre. En el siglo XVI, algunas italianas utilizaban arsénico para dar a su rostro un aspecto translúcido.[cita requerida] Pero desde que la diseñadora francesa Coco Chanel popularizó la moda del bronceado a principios de la década de 1920, tras unas vacaciones en la Riviera francesa, esta comenzó a generalizarse. Así, mucha gente pasa horas enteras tomando el sol.

## Causas y efectos

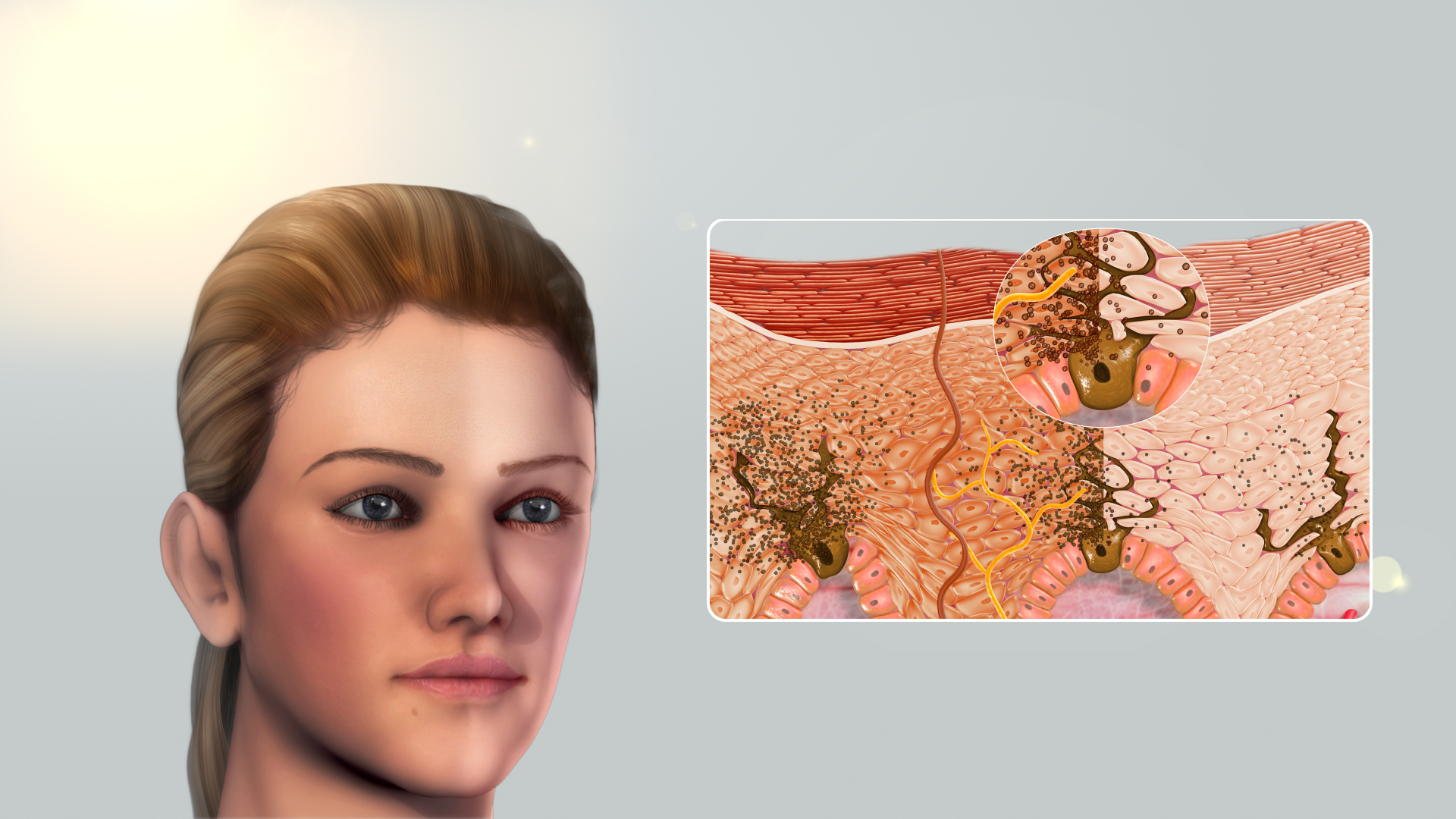
Sección transversal 3D que muestra el tono de la piel cada vez más oscuro debido a la producción de más melanina para superar el daño de la melanina causado por el tanino solar.

El oscurecimiento de la piel es causado por un incremento de un pigmento corporal denominado melanina; este pigmento se encuentra en las células de la epidermis y se sintetiza con la exposición de ésta ante la radiación de la luz ultravioleta existente en el espectro luminoso de la luz solar. La melanina se produce específicamente por las células denominadas melanocitos y tiene como misión proteger al cuerpo frente a la radiación solar, que podría llegar a ser dañino para la salud. El oscurecimiento de la piel torna a ser del color del bronce, de ahí su nombre. Dependiendo de la genética de las personas se puede alcanzar el oscurecimiento con mayor o menor progresividad.
El bronceado es un mecanismo de protección ante el efecto dañino que produce la radiación ultravioleta en la piel, por lo que no es recomendable buscarlo aunque sea estético, ya que es perjudicial para la salud.
Las frecuencias de la luz solar encargadas de excitar la síntesis de melanina se suelen dividir en dos rangos UVA (rango entre los 315 hasta los 400 nm de longitud de onda) y UVB (de 280 hasta 315 nm de longitud de onda). Las ondas del rango UVB poseen mayor energía que las procedentes del rango UVA y por esta razón son más dañinas para la piel.
Los individuos difieren en su sensibilidad a la exposición al sol y en su capacidad para broncearse, particularmente según el tipo de pigmentación del piel.

## Beneficios para la salud
Uno de los principales usos de los baños solares es la ayuda al organismo para la síntesis de la vitamina D, pero recordando que la misma se comporta más como una hormona (de crecimiento) que propiamente como una vitamina. 
Se ha comprobado que una exposición al Sol durante un breve intervalo de tiempo (por regla general entre los 5-10 minutos)[cita requerida] de los brazos y manos, durante dos o tres veces a la semana, y una leve ingesta de suplementos vitamínicos en la dieta es suficiente para mantener equilibrada de una forma razonable la demanda de vitamina D en el organismo.
Las vitaminas D2 y D3 se encuentran de forma natural en algunos alimentos, aunque siempre aportando cantidades limitadas, siendo mucho mayor la aportación producida por la piel por la exposición a rayos ultravioleta de tipo B (UVB). Es básica para el crecimiento, la osificación y las defensas del organismo siendo ingerida en pequeñas dosis a con los alimentos, pero siendo el principal mecanismo la sintetización de la vitamina-hormona D en la piel a partir del Sol.
Como ejemplo:[cita requerida]
- Aceite de hígado de bacalao (1 cucharada): 1360 UI D3
- Atún cocinado, sardinas, arenques y salmón (85-100 g): 200-360 UI D3
- Setas shiitake: 100 UI D3 (frescas, 100 g), 1.600 UI D3 (secos, 100 g)
- Yema de huevo: 20 UI D3, D2
- Productos lácteos enriquecidos, zumo de naranja o cereales (una ración): 60-100 UI D3, D2
- Exposición solar corporal a UVB (15 a 20 minutos al mediodía, en verano, una persona de piel clara): 10.000 UI D3

### Vitamina D
El nivel corporal de vitamina D se estima a partir de la concentración sérica de 25D. Concentraciones de 30-40 nanogramos por mL de sangre son suficientes para la salud ósea, con mayores beneficios a concentraciones más elevadas. Concentraciones inferiores a 30 ponen en peligro la salud, así como niveles superiores a 150 (niveles excesivos de calcio en sangre y tejidos pueden resultar tóxicos).[cita requerida]
Por encima de 150 ng -Tóxico / 30-60 ng -óptimo /  20-29 ng -Suficiente  /  9-19 ng  - Carencia (raquitismo, mayor riesgo de cáncer, fallos en las respuestas antimicrobianas).

## Precauciones
La gente de piel clara puede generar con quemaduras de piel, por lo que está recomendado utilizar cremas de protección solar y evitar las horas en que la luz solar es más intensa, entre las 12 y las 16.
El tiempo máximo de bronceado recomendable entre esas horas sin protección es de 45 minutos.[cita requerida] El exceso de exposición al sol o camas solares puede causar cáncer de piel, así como envejecimiento prematuro de la misma.

## Tanorexia
La exposición a los rayos solares ha demostrado tener propiedades adictivas, al liberar ciertos opioides en el cerebro y es por eso que algunas personas terminan desarrollando un cuadro psiquiátrico denominado tanorexia, que describe la necesidad obsesiva de broncearse.
En contra de la extendida creencia popular, no existe el bronceado innocuo o «callo solar»; esto es, un nivel de bronceado que torne la piel oscura sin producir daños en el organismo. Por ende, todo bronceado se toma dermatológicamente como una reacción natural del cuerpo directamente proporcional al daño que este está percibiendo en su exposición a radiaciones ultravioleta.